# Ranch party
 (novembre 2008).
Si vous disposez d'ouvrages ou d'articles de référence ou si vous connaissez des sites web de qualité traitant du thème abordé ici, merci de compléter l'article en donnant les références utiles à sa vérifiabilité et en les liant à la section « Notes et références ».
Une Ranch party (ou Farm party) est un type de fête qui se pratique notamment dans les ranchs et les fermes. On peut retrouve l'ambiance et les costumes des saloons. Les participants portent souvent des jeans serrés et des chapeaux. La musique pratiquée dans ce type de fête va du rock à l'électronique. C'est une mode populaire aux États-Unis et au Canada, mais aussi, dans une moindre mesure, en Australie, en Royaume-Uni et en France.